# Ceifador (Marvel Comics)

## Biografia
O Ceifador é um personagem ficcional, vilão de histórias em quadrinhos publicadas pela Marvel Comics. Apareceu pela primeira vez em The Avengers #52 (maio de 1968), numa história de Roy Thomas (escritor) e John Buscema (desenhista).
Eric Williams, o irmão de Simon Williams, nasceu em Paterson, New Jersey. Eric era a ovelha negra da família. Sua mãe lhe dizia que ele "nasceu mau", enquanto cobria Simon de afeto. O pai de Eric foi encarregado de discipliná-lo, mas era abusivo e indiferente. Ele até preferiu assistir TV preguiçosamente, enquanto Eric torturava o gato da família. Ao mesmo tempo, sua mãe Martha era amorosa e atenta com Simon, fazendo com que Eric se tornasse amargo e ciumento.
Um dia, Eric estava brincando com produtos químicos na garagem e provocou um incêndio que queimou sua casa. Simon sentiu-se culpado por não parar Eric, e resolveu ser responsável pelo irmão Eric a partir daí. À medida que crescia, Simon tornou-se estudioso enquanto Eric era um atleta. Eric também se tornou mais rebelde, e tentou fazer com que Simon se juntar a ele em seus pequenos furtos. Eventualmente Eric tornou-se um jogador e, juntando-se ao Maggia, mudou-se para Las Vegas. Enquanto isso, Simon assumiu os negócios da família: a Williams Inovações.
Em parte devido à concorrência com as Indústrias Stark, Willians Inovações entrou em falência. Desesperado, Simon apelou para Eric, a fim de que o ajudasse. Simon desviou dinheiro da empresa para investir com Eric, mas Simon foi preso e encarcerado. Libertado da prisão  pelo Barão Zemo, Simon foi induzido por uma oferta de vingança contra Tony Stark: ele seria transformado no Homem Poderoso, com o intuito de se infiltrar nos Vingadores e acabar com o Homem de Ferro. Mas, no processo de capacitação de Zemo, Simon foi envenenado, o que garantiria sua lealdade em troca do antídoto. O lado bom de Simon venceu, porém, ele "morreu" para salvar os Vingadores da armadilha de Zemo (ele realmente só entrou em um coma, devido a seu corpo ter a resistência superaumentada). Os Vingadores copiaram seus padrões cerebrais, na esperança de fazê-lo viver de outra maneira.
Sabendo da morte de Simon, Eric ficou inflamado de culpa e raiva. Através de seus contatos com a Maggia, ele contatou o Consertador, que forneceu-lhe uma arma - a foice -, que foi reforçada por Ultron com habilidades de indução de coma. Com o nome de "Ceifador", Eric se tornou um criminoso profissional e derrotou os vingadores Gavião Arqueiro, Goliase Vespa, colocando-os em coma, mas foi vencido pelo Pantera Negra, numa aparição-surpresa.
Em sua próxima aparição, o Ceifador enfrentou os Vingadores com a versão inicial da Legião Letal, composta por Laser Vivo, Erik Josten, o Homem-Macaco e o Espadachim. Ele enviou primeiro o Homem-Macaco contra eles, que capturou o Pantera Negra. Ele permitiu que o Pantera Negra escapasse, para que ele entrasse em contato com os Vingadores e, assim, fossem atraídos para o local dos membros da Legião, antes de capturar o Pantera novamente. Ele capturou quase todos eles, colocando-os em uma ampulheta preenchida com um gás mortal, e enviou Atlas atrás do Visão. Visão derrotou Atlas e disfarçando-se como o vilão, ao mesmo tempo que fez com que Atlas assumisse a sua aparência, infiltrou-se no covil da Legião. Os vilões foram derrotados quando o Ceifador se viu incapaz de vencer o Visão: seus padrões  cerebrais eram diferentes dos de Simon. Lançando o Atlas contra a ampulheta, ela quebrou-se e os Vingadores foram libertados.
O Ceifador mais tarde aliou-se com o Fantasma do Espaço e a Hidra Ele planejava transferir a mente de Visão para o corpo de Magnum e, desta forma, "ressuscitar" o irmão. Novamente, foi derrotado pelos Vingadores.
Algum tempo depois, o Ceifador teve uma breve parceria com Magnum, "ressuscitado" como um zumbi pelo Garra Negra para atacar os Vingadores. Magnum, porém, foi restaurado, como resultado. O Ceifador, então, capturou os Vingadores, e encenou um julgamento para determinar quem era o seu verdadeiro irmão: Visão ou Magnum. Ele foi derrotado por Magnum.
Mais tarde, o Ceifador tentou matar Visão e Magnum, mas foi derrotado pelo Visão.
Mais tarde ainda, o vilão, com Ultron, Nekra e outros aliados, capturou os Vingadores. Ele tentou uma recriação de "Simon Williams" como um zumbi. Perseguido por Visão e Magnum em uma caverna, morreu ao cair numa fenda. O Ceifador foi, então, ressuscitado por Nekra como um zumbi, mas acreditava que estava vivo. O zumbi lutou contra Magnum e Magneto, mas quando ele percebeu que estava realmente morto, "morreu" novamente, como resultado.
Muito mais tarde, o Ceifador foi ressuscitado pelo viajante do tempo, Immortus, que o fez membro de sua Legião de Não-vivos. O vilão lutou contra Magnum e "morreu" novamente, tendo seu pescoço quebrado. Então, foi ressuscitado por Nekra como um zumbi de novo, desta vez sob a condição de que ele absorveria a essência vital de um humano a cada 24 horas. Ele matou Nekra, fazendo dela sua primeira vítima, e depois lutou contra Magnum antes de escapar. Depois, enfrentou Magnum e Mandril, e escapou de novo. A foice foi fundida com o braço por Ultron, e eles, então, formaram uma aliança.
O Ceifador, mais tarde, retornou à vida pela magia da Feiticeira Escarlate. Quando Ultron tentou criar uma nova "família" para si mesmo, o vilão foi seqüestrado como um dos seis indivíduos que vieram a ser o mais próximo de uma "família" para Ultron - os outros são Hank Pym, a Vespa, Visão, a Feiticeira Escarlate e Magnum. Ultron considerava Eric como a primeira conexão humana que ele tinha, além de seu pai, bem como suas conexões com Magnum e Visão. Enquanto Visão distraía Ultron, Eric foi capaz de escapar e libertar os outros prisioneiros, embora tenha fugido depois, informando a Visão que ele só libertou os outros para se salvar, em vez de querer atingir qualquer objetivo mais nobre.
Eric reapareceu durante o rescaldo da Guerra Secreta, que tinha sido organizado por Nick Fury contra Latvéria. Ele era um dos vilões que tinham sido fornecidos como tecnologia avançada para a ditadora latveriana Lucia von Bardos e enviados para atacar os heróis que tinham sido envolvido na Guerra Secreta de Fury.
Como parte dos relançamentos de Marvel NOW! (2012-2013), o Ceifador ressurge e ataca na conferência de imprensa da estréia de uma unidade do Pelotão dos Vingadores, afirmando que ele é, agora, incapaz de morrer. Foi aparentemente morto por Vampira, que lhe deu um soco mais forte do que ela esperava poder, depois de absorver os poderes de Magnum. Ele é restaurado à vida por uma Semente Celestial, sendo recrutado pelos gêmeos Apocalipse como um dos quatro novos Cavaleiros da Morte. Posteriormente, atacou seu irmão Simon, derrotando-o e capturando-o. Mais tarde, Eric destrói a Terra e ajuda a teletransportar todos os mutantes para o Planeta X. Depois que os gêmeos Apocalypse são derrotados, o Ceifador e Daken fogem, tomando rumo ignorado.